# Paraxerus cepapi
Paraxerus cepapi là một loài động vật có vú trong họ Sóc, bộ Gặm nhấm. Loài này được A. Smith mô tả năm 1836.

## Hình ảnh

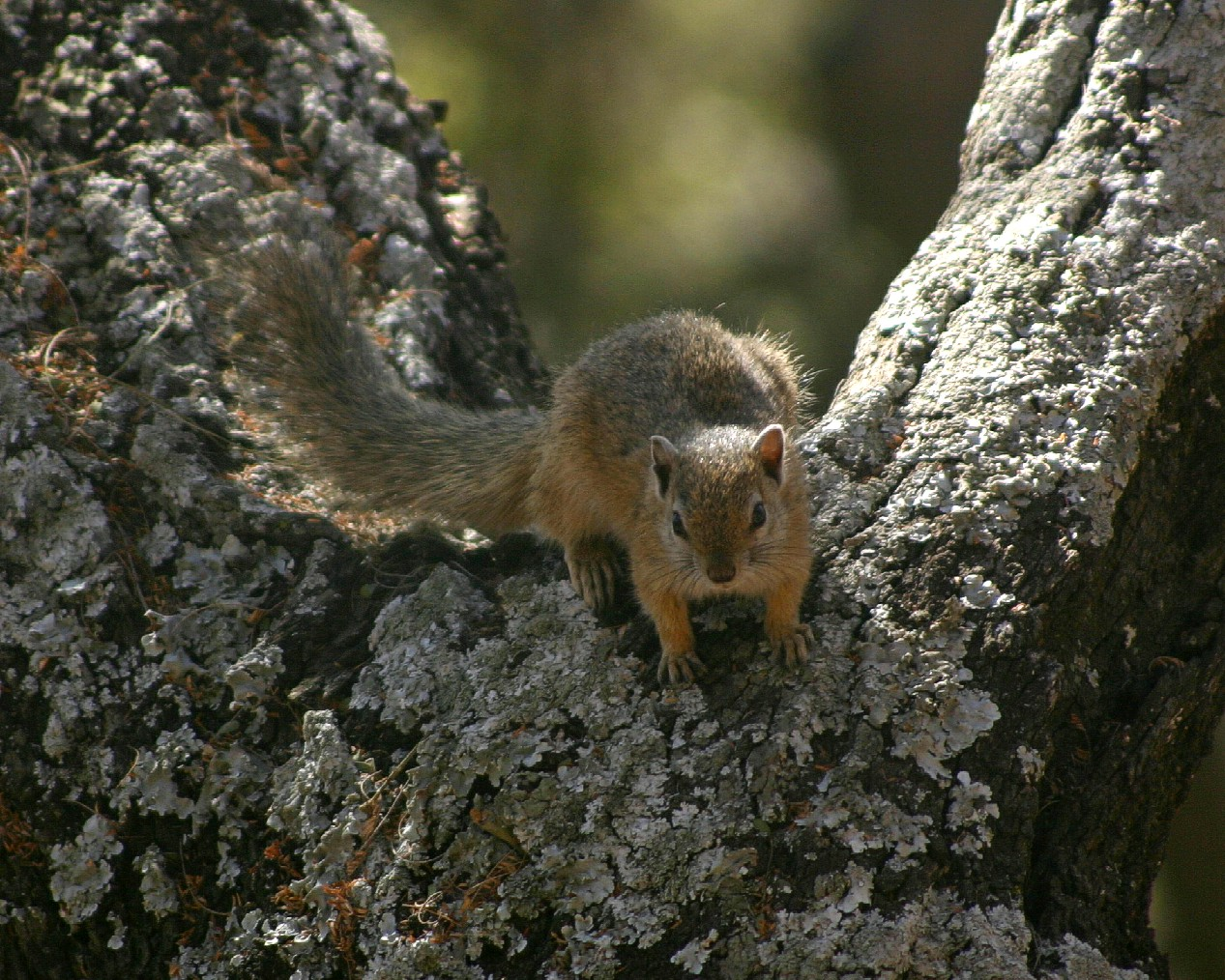
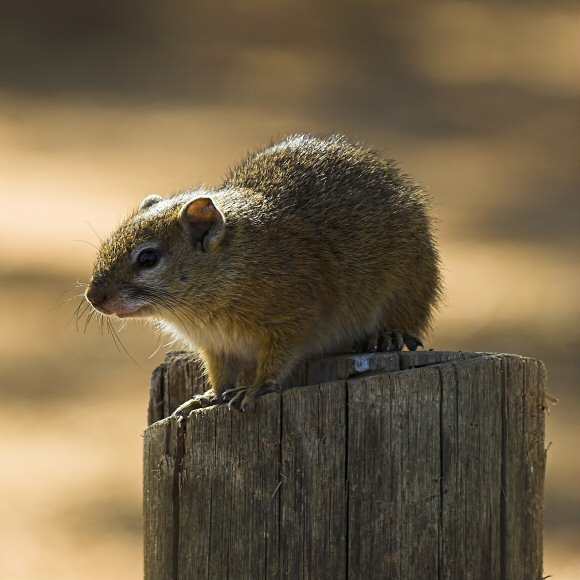
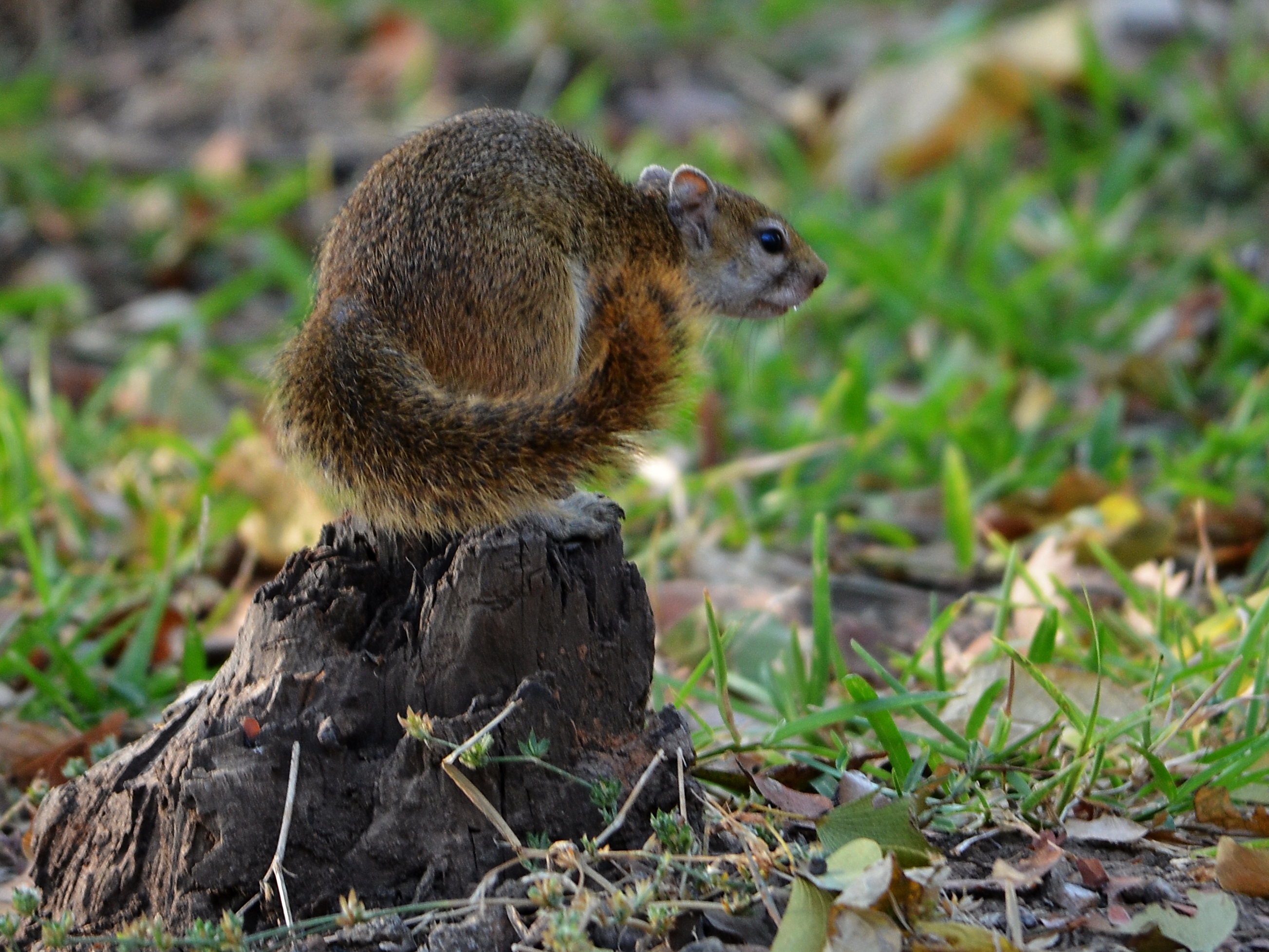
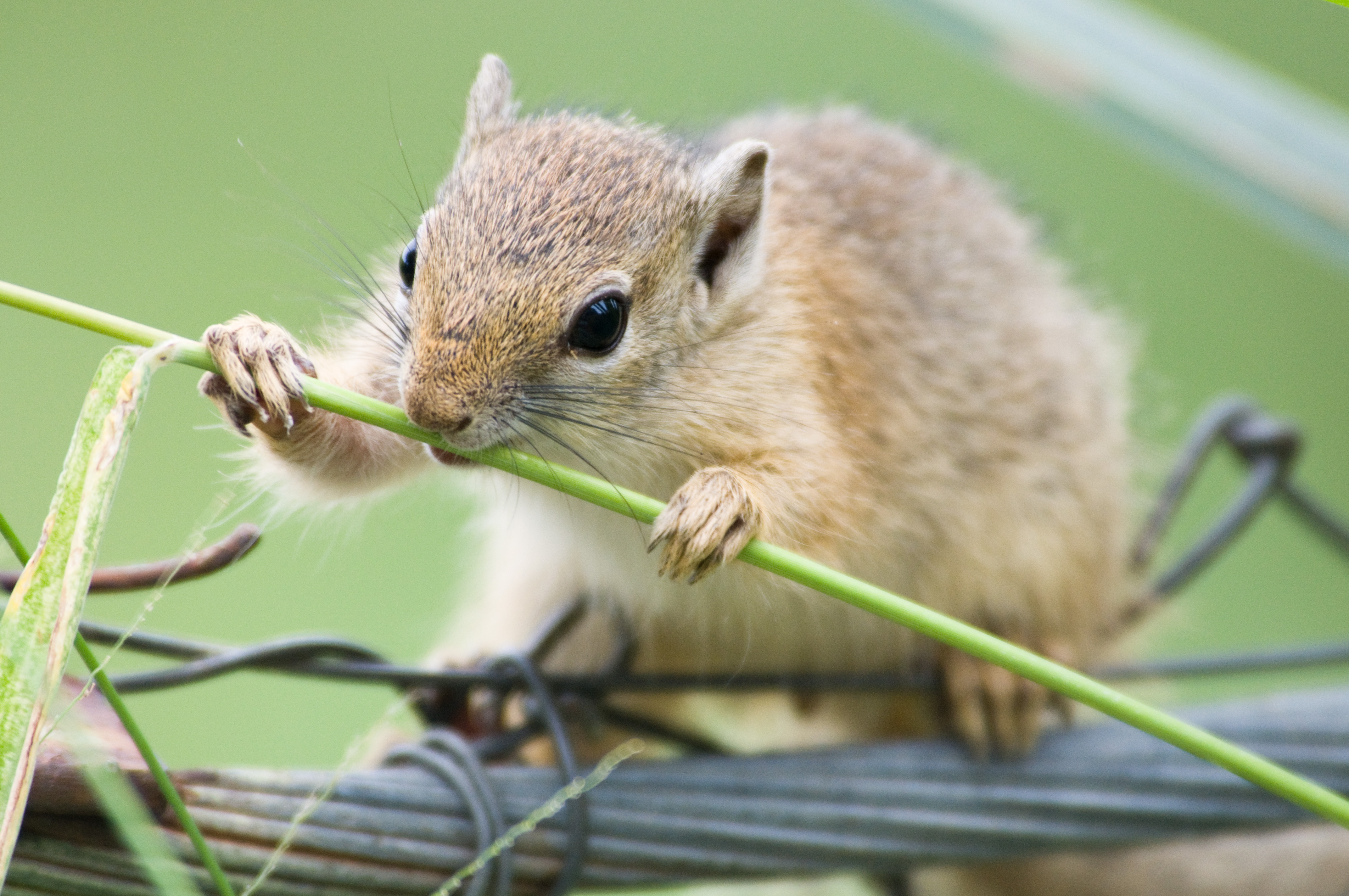